# Proibizionismo delle droghe

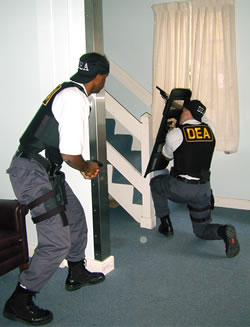
Agenti della Drug Enforcement Administration (DEA) degli Stati Uniti in un esercizio di formazione

Il proibizionismo delle droghe è l'insieme delle normative e politiche volte a ostacolare l'uso a scopo ricreativo di sostanze stupefacenti, psicotrope, inebrianti o che comunque producono significative alterazioni allo stato psicofisico di chi le assume. Si contrappone all'antiproibizionismo e, specificamente, alle politiche di legalizzazione delle droghe.
Molti governi regolano la produzione, la distribuzione, la vendita, il possesso (meno frequentemente) e l'uso di determinate droghe, ad esempio attraverso un sistema di prescrizione medica. Solo alcune droghe sono bandite con un "divieto totale", contro ogni possesso o uso (ad esempio, l'LSD). Le sostanze più ampiamente vietate includono le droghe psicoattive, sebbene il divieto generale si estenda anche ad alcuni steroidi e altri farmaci. Molti governi non considerano penalmente rilevante il possesso di una quantità limitata di determinate sostanze per uso personale, mentre ne vietano la vendita o la produzione, o il possesso in grandi quantità. Alcune leggi stabiliscono una quantità specifica di una particolare sostanza, al di sopra della quale si ritiene ipso jure prova del traffico o della vendita della sostanza.
Alcuni Paesi islamici vietano il consumo di bevande alcoliche (vedere l'elenco dei Paesi con divieto di bevande alcoliche). Molti governi impongono una "tassa sul peccato" sugli alcolici e sui prodotti del tabacco e limitano la vendita o il dono di alcol e tabacco a un minorenne. Altre restrizioni comuni includono il divieto di bere all'aperto e fumare al chiuso. All'inizio del 1900 molti paesi avevano introdotto il divieto di alcol. Tra questi vi erano gli Stati Uniti (1920-1933), la Finlandia (1919-1932), la Norvegia (1916-1927), il Canada (1901-1948), l'Islanda (1915-1922) e l'Impero russo prima e l'URSS poi (1914-1925).

## Definizioni
Droga, nel contesto del proibizionismo, è una qualsiasi delle numerose sostanze psicoattive il cui uso un governo o un'autorità religiosa cerca di controllare. Ciò che costituisce una droga varia in base al secolo e al sistema di credenze. Il concetto di sostanza psicoattiva è relativamente ben noto alla scienza moderna. Gli esempi vanno dalla caffeina presente nel caffè, tè e cioccolato, alla nicotina nei prodotti del tabacco, agli estratti botanici morfina ed eroina ai composti sintetici MDMA e fentanil. Quasi tutte queste sostanze hanno anche un uso medico, nel qual caso si parla di farmaco. L'uso dei farmaci nella medicina per salvare o prolungare la vita o per alleviare la sofferenza è pienamente accettato nella maggior parte delle culture. Il proibizionismo si applica a determinate condizioni di possesso o utilizzo. Per uso ricreativo si intende l'uso di sostanze principalmente per il loro effetto psicoattivo al di fuori di una situazione clinica o di cure mediche.
Nel ventunesimo secolo, la caffeina ha usi farmaceutici, essendo usata per trattare la displasia broncopolmonare. Nella maggior parte delle culture, la caffeina sotto forma di caffè o tè non è sottoposta a regolamentazione. Ogni giorno nel mondo vengono consumate oltre 2,25 miliardi di tazze di caffè. Alcune religioni, per esempio la Chiesa di Gesù Cristo dei Santi degli Ultimi Giorni, proibiscono il caffè. Credono che sia fisicamente e spiritualmente malsano consumare caffè.
L'interesse di un governo a controllare una droga può essere basato sui suoi effetti, percepiti come negativi, sui consumatori, oppure può semplicemente avere un interesse in termini di entrate fiscali. Nel 1773 il parlamento britannico proibì il possesso di tè non tassato, con la legge detta Tea Act. In questo caso, come in tanti altri, non è una sostanza a essere proibita, ma le condizioni in cui viene posseduta o consumata. Tali condizioni comportano interpretazioni sulle intenzioni, il che rende difficile l'applicazione delle leggi. In Colorado, negli Stati Uniti, il possesso di "frullatori, scodelle, contenitori, cucchiai e dispositivi per miscelare" è illegale qualora si intenda utilizzarli con droghe.
Molte droghe, oltre ai loro usi farmaceutici e ricreativi, hanno usi industriali. Il protossido d'azoto, o "gas esilarante", è un anestetico dentale, utilizzato anche per preparare la panna montata, alimentare motori a razzo e migliorare le prestazioni delle auto da corsa.

## Storia
La coltivazione, l'uso e il commercio di droghe psicoattive e di altro tipo sono apparsi già in tempi antichi. Parallelamente, le autorità hanno spesso limitato il possesso e il commercio di droga per una serie di ragioni politiche e religiose. Nel XX secolo gli Stati Uniti guidarono una grande e rinnovata ondata di proibizione della droga chiamata "guerra alla droga". La guerra alla droga di oggi è in particolare motivata dal desiderio di prevenire il consumo di droghe, percepito come dannoso per la società.

### Prime leggi sulle droghe

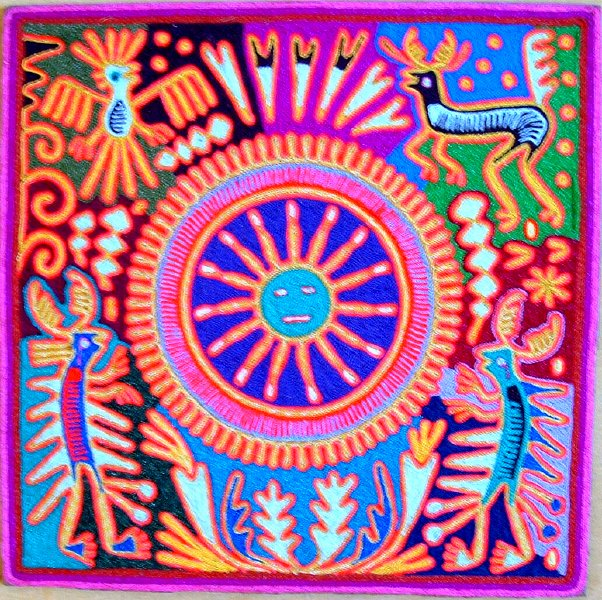
La religione Huichol adorava il dio del Peyote, una droga.

Il divieto di alcol in base alla legge islamica della Sharia, che di solito è attribuito a passaggi del Corano, risale al VII secolo. Sebbene la legge islamica sia spesso interpretata come un divieto di tutti gli intossicanti (non solo l'alcol), l'antica pratica del fumo di hashish è continuata per tutta la storia dell'Islam, subendo vari gradi di resistenza. Una grande campagna contro i sufi mangiatori di hashish fu condotta in Egitto nell'XI e nel XII secolo, provocando, tra le altre cose, l'incendio di campi di cannabis.
Sebbene il divieto di droghe illegali fosse stabilito dalla legge della Sharia, in particolare contro l'uso dell'hashish come droga ricreativa, i giuristi classici della giurisprudenza islamica medievale accettarono l'uso dell'hashish per scopi medicinali e terapeutici, e concordarono che il suo "uso medico, anche se porta a squilibrio mentale, dovrebbe rimanere esente [dalla punizione] ". Nel XIV secolo lo studioso islamico Az-Zarkashi parlava di "liceità del suo uso per scopi medici se si accerta che è benefico".

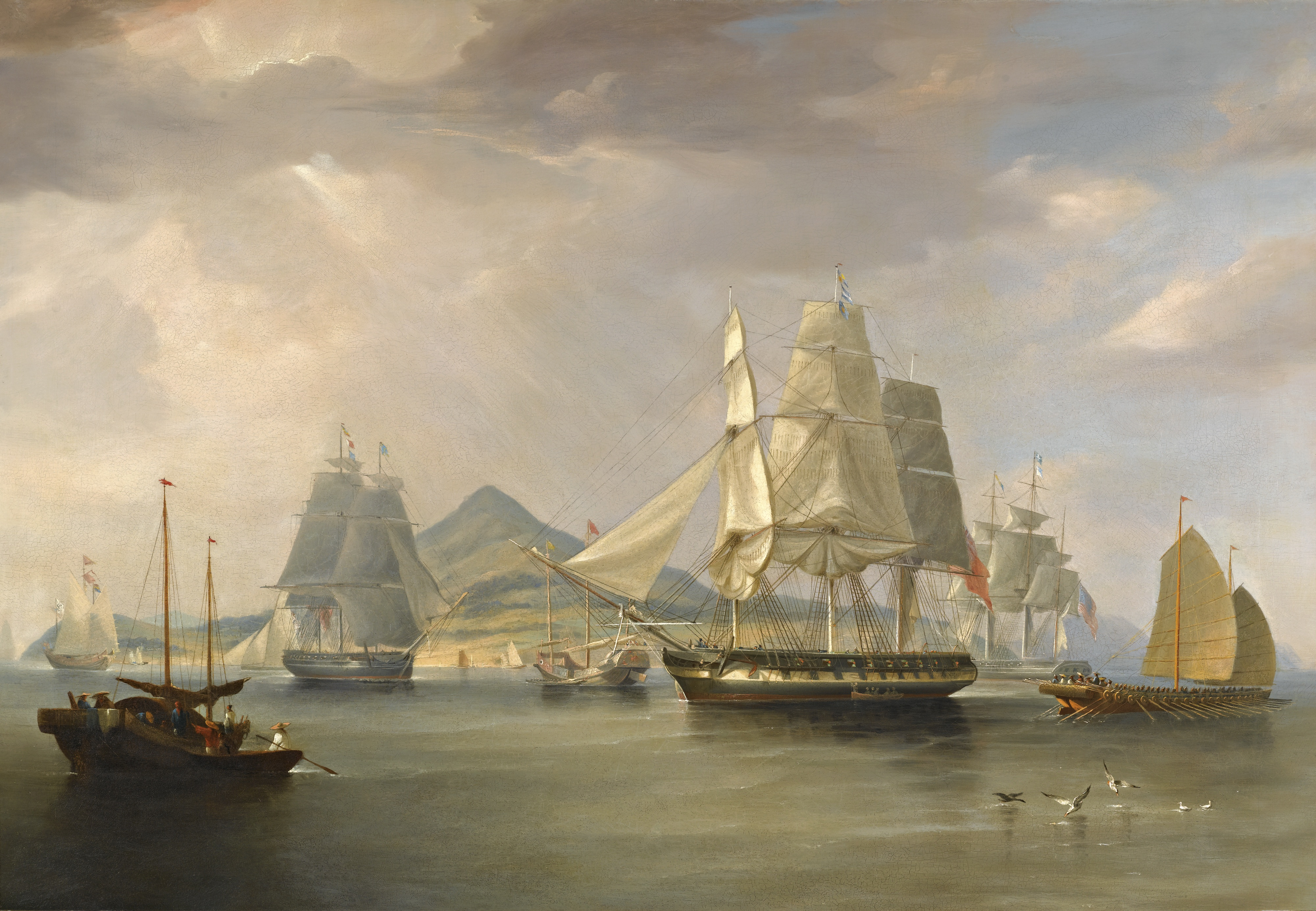
Un dipinto di navi da oppio che navigano in Cina. I tentativi cinesi di sradicare il contrabbando di oppio scatenarono la prima guerra dell'oppio.

Nell'impero ottomano, Murad IV tentò di vietare il consumo di caffè ai musulmani, in quanto harām, sostenendo che era un intossicante, ma questa regola fu annullata subito dopo la sua morte nel 1640. L'introduzione del caffè in Europa dalla Turchia musulmana spinse a chiederne il divieto come opera del diavolo, ma Papa Clemente VIII ne approvò l'uso nel 1600, dichiarando che era così delizioso che sarebbe stato un peccato lasciare agli "infedeli" il suo consumo. La Cantata del caffè di Bach, degli anni 1730, presenta un'accesa discussione tra una ragazza e suo padre sul desiderio di lei di consumare il caffè. La prima associazione tra locali dove si serviva caffè e attività politiche sediziose in Inghilterra portò alla messa al bando di tali locali a metà del XVII secolo.
Un certo numero di governanti asiatici aveva promulgato in modo simile i primi divieti, molti dei quali furono successivamente ribaltati con forza dalle potenze coloniali occidentali durante i secoli XVIII e XIX. Nel 1360, ad esempio, il re Ramathibodi I, del regno di Ayutthaya (ora Thailandia), proibì il consumo e il commercio di oppio. Il divieto durò quasi 500 anni fino al 1851, quando il re Rama IV permise ai migranti cinesi di consumarlo. Dopo che la Birmania divenne una colonia britannica, le restrizioni sull'oppio furono abolite e il governo coloniale istituì monopoli che vendevano oppio prodotto in India.
Alla fine della dinastia Qing in Cina, l'oppio importato da commercianti stranieri, come quelli impiegati da Jardine Matheson e dalla Compagnia delle Indie Orientali, era consumato da tutte le classi sociali della Cina meridionale. Tra il 1821 e il 1837, le importazioni di questa droga aumentarono di cinque volte. La perdita di ricchezza e i problemi sociali diffusi che derivavano da questo consumo spinsero il governo cinese a tentare di porre fine al commercio. Questo sforzo ebbe inizialmente successo; Lin Zexu ordinò la distruzione dell'oppio a Humen nel giugno 1839. Tuttavia, i commercianti di oppio fecero pressioni sul governo britannico per dichiarare guerra alla Cina, provocando la prima guerra dell'oppio. Il governo Qing fu sconfitto e la guerra terminò con il trattato di Nanchino, che rese il commercio di oppio legale nella legge cinese.

### Prime regolamentazioni moderne delle droghe

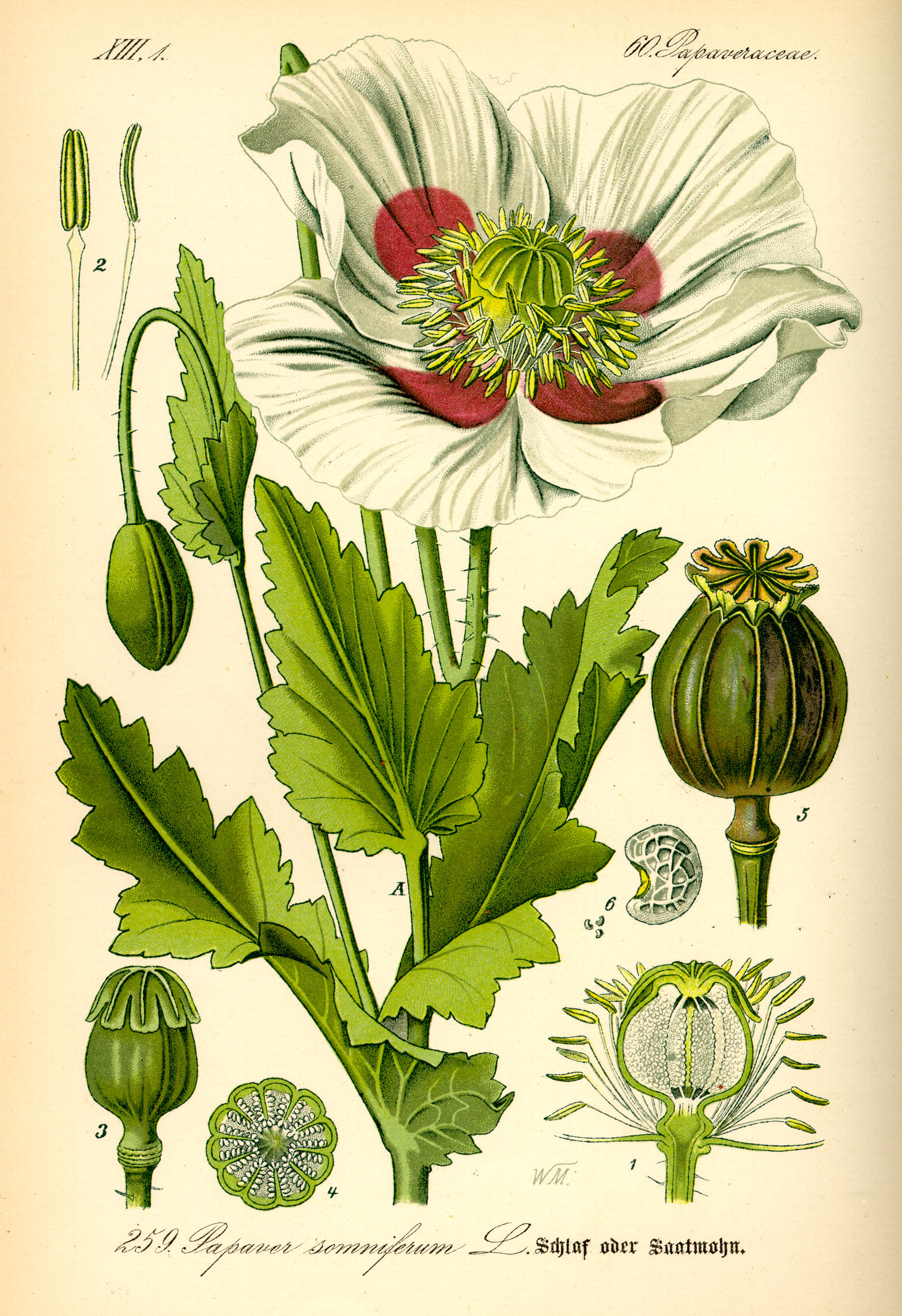
Papaver somniferum. La vendita di farmaci nel Regno Unito era regolata dalla legge Pharmacy Act del 1868.

La prima legge moderna in Europa per la regolamentazione dei farmaci fu la Pharmacy Act del 1868 nel Regno Unito. C'erano stati tentativi precedenti per stabilire le professioni mediche e farmaceutiche come organi separati e autoregolatori, ma il Consiglio medico generale, istituito nel 1863, non riuscì a imporre il proprio controllo sulla distribuzione dei farmaci. La legge stabilì controlli sulla distribuzione di veleni e di droghe. I veleni potevano essere venduti solo ad un acquirente noto al venditore o ad un intermediario noto a entrambi, e le droghe, compreso l'oppio e tutte le preparazioni di oppio o di papavero, dovevano essere vendute in contenitori con il nome e l'indirizzo del venditore. Nonostante l'oppio fosse posto sotto controllo professionale, le vendite al di fuori della regolamentazione continuarono, anche se in misura limitata; le miscele con meno dell'1% di oppio non erano regolamentate.
Dopo l'approvazione della legge, il tasso di mortalità causato dall'oppio scese immediatamente da 6,4 per milione di abitanti nel 1868 a 4,5 nel 1869. Le morti tra i bambini sotto i cinque anni scesero da 20,5 per milione di abitanti tra il 1863 e il 1867 a 12,7 per milione nel 1871 e ulteriormente scese tra 6 e 7 per milione nel 1880.
Negli Stati Uniti, la prima legge sulla droga fu approvata a San Francisco nel 1875, vietando il fumo di oppio nelle fumerie. Il motivo addotto era che "molte donne e ragazze, così come giovani uomini di una famiglia rispettabile, venivano indotte a visitare le fumerie cinesi di oppio, dove erano rovinate sia moralmente sia in altro modo". A ciò seguirono altre leggi in tutto il paese e leggi federali che vietavano ai cinesi il traffico di oppio. Sebbene le leggi avessero influenzato l'uso e la distribuzione dell'oppio da parte degli immigrati cinesi, non si prese alcun provvedimento contro i produttori di prodotti come il laudano, una tintura di oppio e alcol, comunemente considerata una panacea dai bianchi americani. La distinzione tra il suo utilizzo da parte di bianchi americani e di immigrati cinesi era quindi una forma di discriminazione razziale in quanto basata sulla forma in cui veniva ingerito: gli immigrati cinesi tendevano a fumarlo, mentre era spesso incluso in vari tipi di medicine, generalmente liquide, usate spesso (ma non esclusivamente) dagli americani di discendenza europea. Le leggi si concentravano su fumo di oppio, ma non su altri metodi di assunzione.
La Gran Bretagna approvò l'All-India Opium Act nel 1878, che permetteva la vendita di oppio ricreativo solo ai mangiatori di oppio indiani e ai fumatori cinesi di oppio registrati e ne proibiva la vendita ai lavoratori emigrati dalla Birmania britannica.
In seguito all'approvazione di una legge regionale nel 1895, la legge australiana del 1897 chiamata Aboriginals Protection and Restriction of the Sale of Opium Act affrontò la dipendenza da oppio tra gli aborigeni, ma divenne presto un espediente per privarli dei diritti fondamentali mediante regolamenti amministrativi. La vendita di oppio fu proibita alla popolazione generale nel 1905 e il fumo e il possesso furono proibiti nel 1908.
Nonostante queste leggi, la fine del XIX secolo vide un aumento del consumo di oppiacei. Ciò era dovuto alla prescrizione e alla distribuzione di oppiacei legali da parte di medici e farmacisti per alleviare il dolore mestruale. Si stima che all'epoca negli Stati Uniti vivessero tra 150.000 e 200.000 tossicodipendenti da oppiacei e la maggior parte di questi dipendenti erano donne.

### Cambiamento degli atteggiamenti e campagna di proibizione

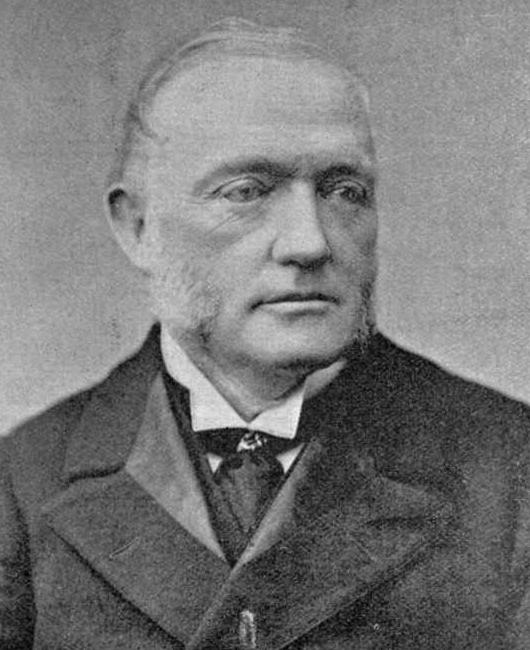
Thomas Brassey fu nominato capo della Commissione reale dell'oppio nel 1893 per indagare sul commercio di oppio e formulare raccomandazioni sulla sua legalità.

I commercianti stranieri, compresi quelli impiegati da Jardine Matheson e dalla Compagnia delle Indie Orientali, contrabbandavano oppio in Cina per bilanciare gli alti deficit commerciali del Regno Unito. I tentativi cinesi di mettere fuori legge il commercio portarono alla prima guerra dell'oppio e alla successiva legalizzazione del commercio con il trattato di Nanchino. L'atteggiamento verso il commercio dell'oppio era inizialmente ambivalente, ma nel 1874 i quaccheri, guidati dal reverendo Frederick Storrs-Turner, fondarono in Inghilterra la "Società per l'eliminazione del commercio dell'oppio". Durante gli anni 1890 i missionari protestanti in Cina lanciarono campagne sempre più vistose per la sua abolizione. La prima società del genere fu istituita alla Conferenza missionaria di Shanghai del 1890, dove rappresentanti britannici e americani, tra cui John Glasgow Kerr, Arthur E. Moule, Arthur Gostick Shorrock e Griffith John, decisero di istituire il Comitato permanente per la promozione delle società anti-oppio.
A causa della crescente pressione nel parlamento britannico, il governo liberale di William Ewart Gladstone approvò la nomina di una Commissione reale sull'oppio all'India nel 1893. La commissione aveva il compito di accertare l'impatto delle esportazioni indiane di oppio in Estremo Oriente e di consigliare se il commercio dovesse essere vietato e il consumo stesso di oppio vietato in India. Dopo un'estesa indagine, la Commissione reale respinse le affermazioni fatte dagli attivisti anti-oppio in merito al presunto danno sociale causato dal commercio. La questione fu considerata chiusa per circa 15 anni.
Le organizzazioni missionarie furono indignate per le conclusioni della Commissione reale sull'oppio e istituirono la Lega anti-oppio in Cina; la lega raccolse dati da ogni medico di formazione occidentale in Cina e pubblicò "Opinioni di oltre 100 medici sull'uso dell'oppio in Cina". Questa fu la prima campagna antidroga basata su principi scientifici ed ebbe un enorme impatto sull'opinione delle classi istruite in Occidente. In Inghilterra, il direttore della China Inland Mission, Benjamin Broomhall, fu un attivo oppositore del commercio di oppio, scrivendo due libri per promuovere il divieto del fumo di oppio: The Truth about Opium Smoking (La verità sul fumo dell'oppio) e The Chinese Opium Smoker (Il fumatore di oppio cinese). Nel 1888 Broomhall fondò, divenendone segretario, l'Unione cristiana per eliminare dall'Impero britannico il traffico di oppio", ne dirigeva anche il periodico, National Righteousness. Fece pressioni sul parlamento britannico per vietare il commercio di oppio. Broomhall e James Laidlaw Maxwell fecero appello alla Conferenza missionaria di Londra del 1888 e alla Conferenza missionaria di Edimburgo del 1910 per condannare la continuazione del commercio. Mentre Broomhall giaceva sul letto di morte, gli fu letto un articolo del Times con la gradita notizia che era stato firmato un accordo internazionale che garantiva la fine del commercio di oppio nel giro di due anni.

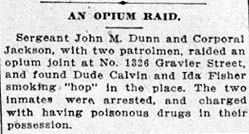
Articolo dal The Daily Picayune di New Orleans, nel 1912, che riportava un arresto per droga, un mese dopo la firma e la ratifica della Convenzione internazionale sull'oppio all'Aia.

Nel 1906 una mozione per "dichiarare il commercio di oppio" moralmente indifendibile "e porre fine al sostegno del governo ad esso", inizialmente proposta senza successo da Arthur Pease nel 1891, fu presentata alla Camera dei Comuni, questa volta venendo approvata. Il governo Qing vietò l'oppio subito dopo.
Questi atteggiamenti mutevoli anticiparono la creazione della Commissione internazionale sull'oppio nel 1909. Una convenzione internazionale sull'oppio fu firmata da 13 nazioni all'Aia il 23 gennaio 1912, durante la prima conferenza internazionale sull'oppio. Costituisce il primo trattato internazionale sul controllo della droga e fu registrato nella Serie dei Trattati della Società delle Nazioni il 23 gennaio 1922. La Convenzione prevedeva che "Le Potenze contraenti faranno del loro meglio per controllare o far controllare tutte le persone che fabbricano, importano, vendono, distribuiscono ed esportano morfina, cocaina e i loro rispettivi sali, nonché gli edifici in cui queste persone compiono tale industria o commercio."
Il trattato divenne diritto internazionale nel 1919 quando fu incorporato nel Trattato di Versailles. Il ruolo della Commissione fu trasferito alla Società delle Nazioni e tutte le nazioni firmatarie acconsentirono al divieto di importazione, vendita, distribuzione, esportazione e uso di tutti gli stupefacenti, tranne che per scopi medici e scientifici.

### Proibizionismo
Nel Regno Unito la legge detta Defence of the Realm Act (DORA) del 1914, approvata all'inizio della prima guerra mondiale, conferì al governo ampi poteri per requisire la proprietà e rendere fuorilegge attività specifiche. Un panico morale fu suscitato dalla stampa nel 1916 per la presunta vendita di droga alle truppe dell'esercito indiano britannico. Con i poteri attribuiti dal DORA, il Consiglio dell'esercito rapidamente vietò la vendita di tutti i farmaci psicoattivi alle truppe, tranne che per ragioni mediche. Tuttavia, i cambiamenti nell'atteggiamento dell'opinione pubblica nei confronti delle droghe (stavano cominciando ad essere associati alla prostituzione, al vizio e all'immoralità) indussero il governo a approvare ulteriori leggi senza precedenti, vietando e criminalizzando il possesso e la dispensazione di tutti i narcotici, inclusi oppio e cocaina. Dopo la guerra, questa legge fu mantenuta e rafforzata con l'approvazione della legge Dangerous Drugs Act nel 1920. Il controllo del Ministero degli Interni fu esteso per includere oppio grezzo, morfina, cocaina, ecgonina ed eroina.
L'opinione pubblica canadese si preoccupò sempre più dei consumatori di oppio sino-canadesi e il timore di una diffusione della droga nella popolazione bianca portò in pratica alla messa fuori legge dell'oppio per uso non medico in Canada tra il 1908 e la metà degli anni 1920.
Il governo di Mao Zedong sradicò quasi completamente sia il consumo sia la produzione di oppio durante gli anni 1950, tramite il controllo sociale e l'isolamento. Dieci milioni di tossicodipendenti furono costretti a cure obbligatorie, i trafficanti furono giustiziati e le regioni produttrici di oppio furono convertite a nuove coltivazioni. La produzione rimanente di oppio si spostò a sud del confine cinese, nella regione del Triangolo d'oro. Il traffico residuo di oppio serviva principalmente il sud-est asiatico, ma si diffuse ai soldati statunitensi durante la guerra del Vietnam, con il 20% dei soldati che si considerava dipendente durante il picco di tale "epidemia", nel 1971. Si stima che nel 2003 la Cina avesse quattro milioni di consumatori regolari di droga e un milione di tossicodipendenti schedati.
Negli Stati Uniti, la legge detta Harrison Act, approvata nel 1914, richiedeva che i venditori di oppiacei e cocaina ottenessero una licenza. Sebbene originariamente destinata a regolamentare il commercio, divenne presto una legge proibizionista, fornendo il precedente legale perché qualsiasi prescrizione per un narcotico effettuata da un medico o un farmacista, anche nel corso di cure mediche per la dipendenza, costituisse un tentativo di violazione dello Harrison Act. Nel 1919 la Corte Suprema stabilì nel caso Doremus che lo Harrison Act era costituzionale e nel caso Webb che i medici non potevano prescrivere narcotici soltanto per mantenere un regime stabile. Nel caso Jin Fuey Moy contro Stati Uniti, la corte affermò che si trattava di una violazione dello Harrison Act anche se un medico forniva la prescrizione di un narcotico per un tossicodipendente, e quindi soggetto a procedimento penale. Questo vale anche per la successiva legge, la Marijuana Tax Act del 1937. Ben presto, tuttavia, gli enti preposti al rilascio delle licenze smisero di rilasciarne, vietando di fatto le droghe.
Il sistema giudiziario degli Stati Uniti inizialmente non accettò il proibizionismo della droga. I pubblici ministeri allora sostennero che il possesso di droghe fosse una violazione fiscale, poiché non esistevano licenze legali per la vendita di droghe; quindi, una persona che possiede droghe le ha per forza acquistate da una fonte senza licenza. Dopo alcune controversie, questa assunzione fu accettata come giurisdizione federale ai sensi della clausola sul commercio interstatale della Costituzione degli Stati Uniti.
In Italia, la legge 18 febbraio 1923, n. 396 puniva chiunque "somministra al pubblico, cocaina, morfina, loro composti o derivati" con una pena irrisoria che andava da due a sei mesi di reclusione e una multa da mille a quattromila lire. Nel secondo dopoguerra, il Parlamento, a causa del clamore suscitato dagli scandali Montesi (1953) e Migliardi (1954) e dalle pressioni esercitate dalle Nazioni Unite, approvò la legge 22 ottobre 1954, n. 1041, la quale inasprì le pene da tre a otto anni di reclusione per chiunque "senza autorizzazione, acquisti, venda, ceda, esporti, importi, passi in transito, procuri ad altri, impieghi o comunque detenga sostanze o preparati indicati nell'elenco degli stupefacenti" appositamente compilato dall'Alto Commissariato per l'igiene e la sanità pubblica, cui la legge affidava il controllo e la vigilanza sulla produzione e il commercio di tali sostanze. Seguì la legge 22 dicembre 1975, n. 685, emanata a seguito della preoccupante diffusione delle droghe in diversi strati della società italiana favorita dalla controcultura giovanile, la quale aumentò ulteriormente le pene detentive da quattro a quindici anni per chi "senza autorizzazione, produce, fabbrica, estrae, offre, pone in vendita, distribuisce, acquista, cede o riceve a qualsiasi titolo, procura ad altri, trasporta, importa, esporta, passa in transito o illecitamente detiene (...) sostanze stupefacenti o psicotrope" e, per la prima volta nel sistema sanitario italiano, istituì servizi territoriali di prevenzione, cura e riabilitazione per i tossicodipendenti.

#### Proibizionismo dell'alcol

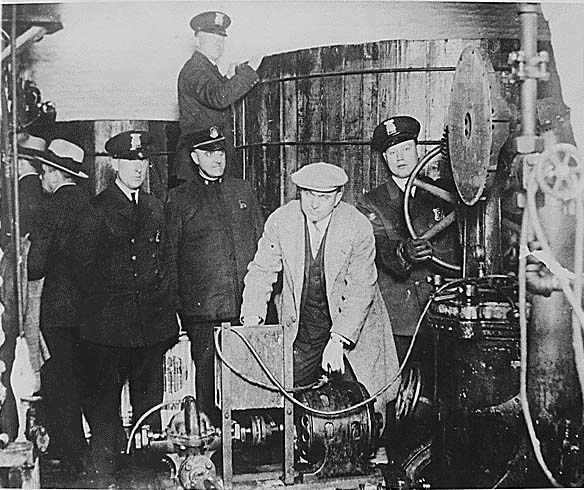
Scoperta e smantellamento di un laboratorio clandestino per la produzione di birra a Detroit

Il proibizionismo dell'alcol fu adottato in Finlandia nel 1919 e negli Stati Uniti nel 1920. Poiché l'alcol era la droga ricreativa più popolare in questi paesi, le reazioni al suo divieto furono molto più negative che al divieto di altre droghe, che erano comunemente associate a minoranze etniche, prostituzione e vizio. La pressione pubblica portò all'abrogazione del divieto di alcol in Finlandia nel 1932 e negli Stati Uniti nel 1933. Anche molte province del Canada adottarono il proibizionismo dell'alcol per periodi simili nella prima metà del 1900.
In Svezia, un referendum nel 1922 respinse una legge sul divieto di alcol (con il 51% dei voti contrari e il 49% per il divieto), ma a partire dal 1914 (a livello nazionale dal 1917) e fino al 1955 la Svezia mise in pratica un sistema di razionamento degli alcolici con libretti personali in cui erano registrate le razioni di alcolici ("motbok").

### Guerra alla droga

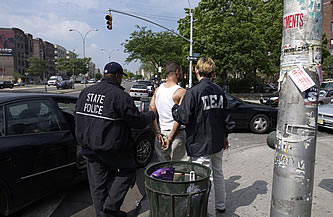
Gli agenti delle forze dell'ordine degli Stati Uniti specializzate nella droga arrestano un uomo nel 2005.

In risposta all'aumento del consumo di droga tra i giovani e al movimento della controcultura, gli sforzi del governo per imporre il divieto si rafforzarono in molti paesi dagli anni 1960 in poi. Il sostegno a livello internazionale per il divieto del consumo di droghe psicoattive è diventato una caratteristica costante della politica degli Stati Uniti durante presidenze sia repubblicane sia democratiche, a tal punto che il sostegno degli Stati Uniti ai governi stranieri è stato spesso subordinato alla loro adesione alla politica statunitense sulle droghe. Principali pietre miliari di questa campagna includono l'introduzione della Convenzione Unica sugli stupefacenti nel 1961, la Convenzione sulle sostanze psicotrope nel 1971 e la Convenzione delle Nazioni Unite contro il traffico illecito di stupefacenti e sostanze psicotrope nel 1988. Alcuni paesi in via di sviluppo in cui il consumo delle sostanze proibite ha goduto di un sostegno culturale di lunga data hanno resistito a lungo a tali pressioni esterne per approvare leggi che aderissero a queste convenzioni. Il Nepal lo fece solo nel 1976.

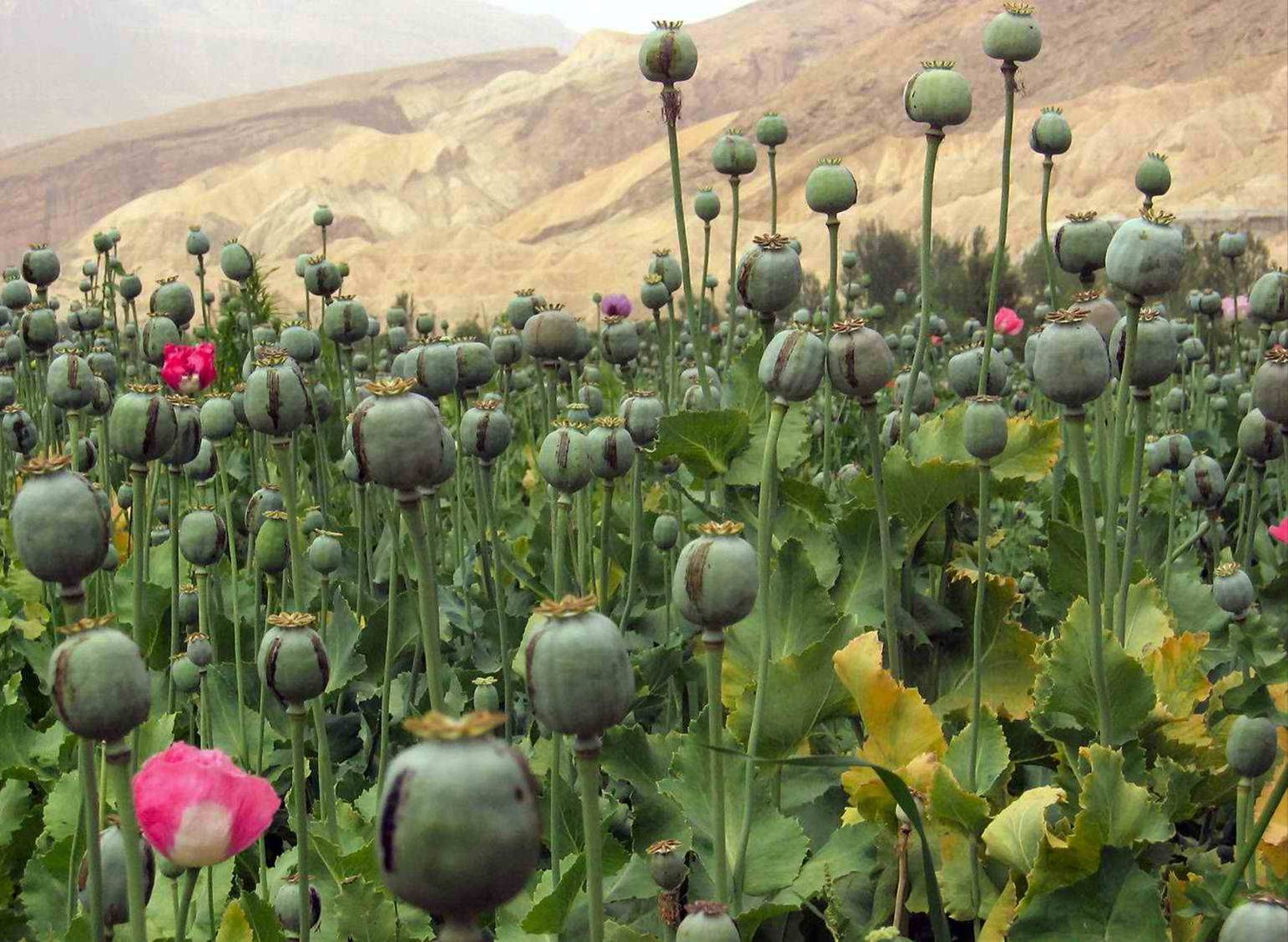
I papaveri da oppio crescono in Afghanistan, oggi una delle principali fonti di droga.

Nel 1972 il presidente degli Stati Uniti Richard Nixon annunciò l'inizio della cosiddetta "guerra alla droga". Successivamente, il presidente Reagan aggiunse un alto responsabile contro la droga, soprannominato "zar della droga" (drug czar), all'ufficio esecutivo del presidente. Nel 1973 lo stato di New York introdusse pene minime obbligatorie varianti da 15 anni all'ergastolo per il possesso di oltre 4 oncia (113 g) di una cosiddetta droga pesante, chiamata le leggi sulla droga Rockefeller, dal nome del governatore di New York, e in seguito vicepresidente degli Stati Uniti, Nelson Rockefeller. Leggi simili furono introdotte in altri Stati degli Stati Uniti.
Nel 1994 la California adottò una politica detta "tre errori e hai finito" (three strikes and you're out), per cui alla terza condanna, per un qualsiasi reato, la pena sarebbe stata obbligatoriamente l'ergastolo. Era la prima politica di condanna a una pena obbligatoria a ottenere un'ampia pubblicità e fu successivamente adottata nella maggior parte delle giurisdizioni degli Stati Uniti. Una politica simile dei "tre errori" è stata introdotta nel Regno Unito dal governo conservatore nel 1997. Questa normativa prevedeva una pena minima obbligatoria di sette anni per coloro che erano stati condannati per la terza volta per un reato di traffico di droga che coinvolgesse una droga pesante (di classe A).

### Richieste di legalizzazione o depenalizzazione
I termini legalizzazione e depenalizzazione sono usati con significati molto diversi da autori diversi, cosa che può creare confusione quando le affermazioni non sono specificate. Ecco alcune varianti:
- La vendita di una o più droghe (es. marijuana) per uso personale diventa legale, se effettuata con modalità regolata da legge.
- Le vendite di estratti con una sostanza specifica diventano legali, se effettuata con modalità regolata da legge, ad esempio su prescrizione.
- L'uso o il possesso di piccole quantità per uso personale non porta all'incarcerazione se è l'unico reato, ma è comunque illegale; il tribunale o il pubblico ministero possono imporre una multa. (In questo senso, la Svezia ha legalizzato e contemporaneamente mantenuto il divieto di droga).
- L'uso o il possesso di piccole quantità per uso personale non comporta il carcere. Il caso non è trattato in un tribunale ordinario, ma da una commissione che può raccomandare trattamenti o sanzioni comprese le multe. (In questo senso, il Portogallo ha sia legalizzato sia mantenuto i divieti di droga).

Ci sono sforzi in tutto il mondo per promuovere la legalizzazione e la depenalizzazione delle droghe. Queste politiche sono spesso sostenute da fautori del liberalismo e del libertarismo sulla base della libertà individuale, così come da persone di sinistra che credono che la proibizione sia un metodo di oppressione della classe lavoratrice da parte della classe dominante. Il proibizionismo delle droghe è sostenuto dai fautori del conservatorismo e da varie organizzazioni non governative. Diverse ONG si sono schierate a sostegno del divieto di droga in quanto membri della Federazione mondiale contro la droga (WFAD). I membri del WFAD sostengono le convenzioni delle Nazioni Unite sui narcotici.

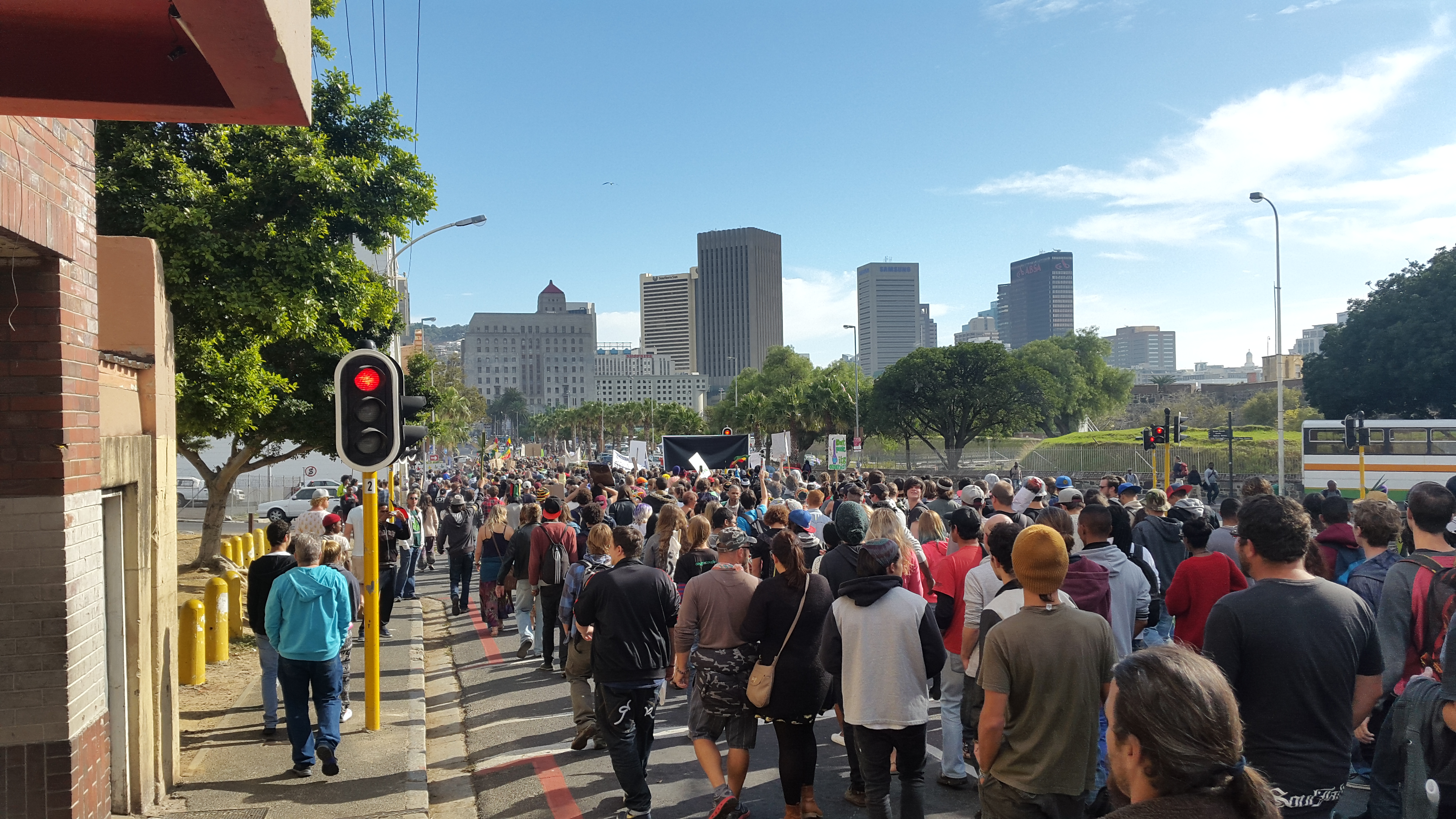
Persone in marcia per le strade di Città del Capo contro il divieto di cannabis in Sudafrica, maggio 2015

Il 22 febbraio 2008 il presidente dell'Honduras, Manuel Zelaya, invitò il mondo a legalizzare le droghe, al fine, disse, di prevenire la maggior parte degli omicidi violenti che si verificavano in Honduras. L'Honduras era utilizzato dai trafficanti di cocaina come punto di transito tra la Colombia e gli Stati Uniti. L'Honduras, con una popolazione di 7 milioni di abitanti, subiva in media 8-10 omicidi al giorno, di cui circa il 70% legato a questo traffico internazionale di droga. Lo stesso problema si verificava in Guatemala, El Salvador, Costa Rica e Messico, secondo Zelaya. Nel gennaio 2012 il presidente colombiano Juan Manuel Santos chiese agli Stati Uniti e all'Europa di avviare un dibattito globale sulla legalizzazione delle droghe. A questa chiamata fece eco il presidente guatemalteco Otto Pérez Molina, che annunciò il suo desiderio di legalizzare le droghe, dicendo: "Quello che ho fatto è rimettere la questione sul tavolo".
In un rapporto sul virus HIV del giugno 2014, l'Organizzazione mondiale della sanità (OMS) delle Nazioni Unite chiese la depenalizzazione delle droghe, in particolare quelle iniettata. Questa conclusione pose l'OMS in contrasto con la più generale politica di lunga data delle Nazioni Unite a favore della criminalizzazione. Otto stati degli Stati Uniti (Alaska, California, Colorado, Maine, Massachusetts, Nevada, Oregon e Washington), nonché il Distretto di Columbia, hanno legalizzato la vendita di marijuana per uso ricreativo personale a partire dal 2017, nonostante il fatto che l'uso ricreativo rimane illegale secondo la legge federale degli Stati Uniti. Il conflitto tra legge statale e federale è, a partire dal 2018, irrisolto.
Il 14 marzo 2025, la Commissione delle Nazioni Unite sugli Stupefacenti ha deciso di creare un gruppo di esperti indipendenti per ripensare il regime globale di controllo delle droghe.

## Leggi sul divieto di droga
Le seguenti droghe singole, elencate sotto i rispettivi gruppi (per esempio barbiturici, benzodiazepine, oppiacei), sono tra i più ricercati dai consumatori di droghe e come tali sono vietati o altrimenti fortemente regolamentati per l'uso in molti paesi:
- tra i barbiturici: pentobarbital (Nembutal), secobarbital (Seconal) e amobarbital (Amytal)
- tra le benzodiazepine: temazepam (Restoril; Normison; Euhypnos), flunitrazepam (Rohypnol; Hypnor; Flunipam) e nimetazepam (Erimin)
- prodotti a base di cannabis, ad esempio, marijuana, hashish e olio di hashish
- tra i dissociativi: fenciclidina (PCP) e ketamina
- allucinogeni come LSD, mescalina, peyote e psilocibina
- empatogeni-entactogeni come l'MDMA ("ecstasy")
- tra i narcotici: oppiacei come la morfina e la codeina e oppioidi come la diacetilmorfina (eroina), l'idrocodone (Vicodin; Hycodan), l'ossicodone (Percocet; Oxycontin), l'idromorfone (Dilaudid) e l'ossimorfone (Opana).
- sedativi come il GHB e metaqualone (Quaalude)
- stimolanti come cocaina, amfetamina (Adderall), dextroamfetamina (Dexedrine), metanfetamina (Desoxyn), metcatinone e metilfenidato (Ritalin).

La regolamentazione delle suddette droghe varia da paese a paese. Il possesso e il consumo di alcol da parte degli adulti è oggi molto limitato solo nei paesi islamici e in alcuni stati dell'India. Gli Stati Uniti, la Finlandia e il Canada hanno vietato l'alcol nella prima parte del XX secolo. Sebbene il divieto di alcol fu abrogato in questi paesi a livello nazionale, esistono ancora zone negli Stati Uniti che non consentono la vendita di alcol, anche se il possesso di alcol può essere legale. Il Bhutan è l'unico paese al mondo in cui il possesso e l'uso di tabacco è illegale. La Nuova Zelanda ha vietato l'importazione di tabacco da masticare come parte della legge del 1990 Smoke-free Environments Act. In alcune parti del mondo vengono presi provvedimenti per l'uso di droghe per uso rituale tradizionale come l'ayahuasca, l'iboga e il peyote. In Gabon l'iboga (tabernanthe iboga) è stata dichiarata patrimonio nazionale ed è usata nei riti della religione Bwiti. Il principio attivo, l'ibogaina, è proposto come trattamento dell'astinenza da oppiacei e di vari disturbi da uso di sostanze.
Nei paesi in cui l'alcol e il tabacco sono legali, vengono spesso adottate misure per scoraggiare l'uso di queste droghe. Ad esempio, le confezioni di alcol e tabacco possono presentare per legge avvertenze al consumatore, comunicando i rischi legati all'uso della sostanza. Queste droghe spesso sono assoggettate a speciali tasse, dette "tasse sul peccato", che hanno il fine di limitare il consumo e di recuperare il costo sociale per i problemi di salute che l'uso provoca nei consumatori a lungo termine. In molti paesi esistono anche restrizioni alla pubblicità e spesso lo Stato detiene il monopolio della produzione, distribuzione o vendita di queste droghe.

### Eccitanti legali e proibizioni
Nel 2013 l'Osservatorio europeo delle droghe e delle tossicodipendenze riferì che in Europa erano disponibili 280 nuove droghe legali, note come eccitanti legali. Una delle più note, il mefedrone, è stato bandito nel Regno Unito nel 2010. Il 24 novembre 2010 la Drug Enforcement Administration degli Stati Uniti annunciò che avrebbe utilizzato i poteri di emergenza per vietare molti cannabinoidi sintetici nel giro di un mese. Si stima che nel 2012 sul mercato britannico apparvero 73 nuove droghe sintetiche psicoattive. La risposta del Ministero dell'Interno britannico fu un decreto che vieta la produzione, l'importazione e la fornitura ma non il possesso delle sostanze indicate.

## Sanzioni

### Stati Uniti

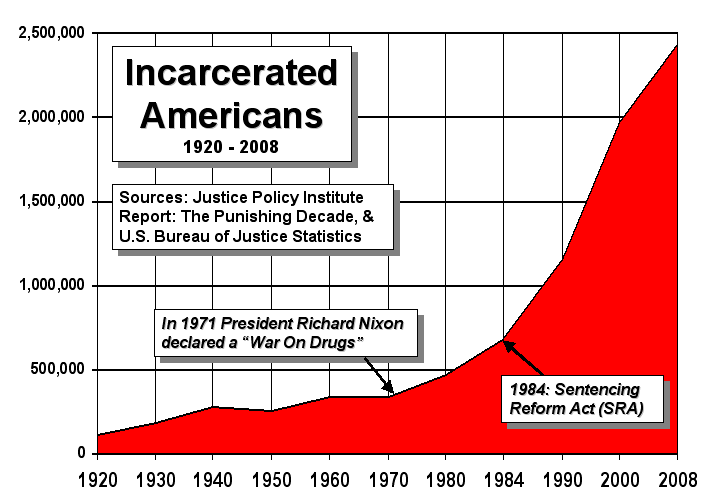
Incarcerazione totale negli Stati Uniti per anno

Arresti di cannabis negli Stati Uniti entro l'anno

Il possesso di droghe è il crimine di possedere una o più droghe illegali, per uso personale, distribuzione, vendita o altro. Le droghe illegali rientrano in diverse categorie e le condanne variano a seconda della quantità, del tipo di droga, delle circostanze e della giurisdizione. La pena per il possesso e la vendita di droghe illegali può variare da una piccola multa a una pena detentiva. In alcuni stati, il possesso di marijuana è considerato un'infrazione relativamente minore, con una pena paragonabile a quella di una violazione stradale per eccesso di velocità. In alcuni comuni, il possesso di una piccola quantità di marijuana nella propria casa non è punibile. In generale, tuttavia, il possesso di droga è un reato che può portare all'arresto, anche se i colpevoli per la prima volta raramente entrano in carcere. La legge federale rende illegale persino il possesso di "droghe leggere", come la cannabis, anche se alcuni governi locali hanno leggi che contraddicono le leggi federali.
Negli Stati Uniti si ritiene che la guerra alla droga contribuisca a un problema di sovraffollamento delle carceri. Nel 1996 il 59,6% dei detenuti erano per crimini legati alla droga. La popolazione statunitense è cresciuta di circa il 25% dal 1980 al 2000, mentre nello stesso periodo la popolazione carceraria degli Stati Uniti è triplicata, rendendo gli Stati Uniti il leader mondiale sia per percentuale che per numero assoluto di cittadini incarcerati. Gli Stati Uniti hanno il 5% della popolazione mondiale, ma il 25% di detenuti.
Circa il 90% dei detenuti statunitensi è incarcerato nelle carceri dei singoli Stati. Nel 2016 circa 200.000, meno del 16%, degli 1,3 milioni di persone in queste carceri statali stavano scontando una pena per reati di droga. 700.000 erano incarcerati per reati violenti.

### Australia
Un sondaggio Nielsen nel 2012 rilevava che solo il 27% degli elettori era favorevole alla depenalizzazione. L'Australia ha pesanti sanzioni per la coltivazione e l'uso di droghe anche per uso personale. Una percentuale consistente di australiani condivide una cultura antidroga. Le forze dell'ordine applicano attivamente le leggi contro le droghe, in particolare durante le feste private. Nel 2012 le statistiche sulla criminalità nel Victoria rivelarono che la polizia arrestava sempre più consumatori che spacciatori e il governo liberale decise quell'anno il divieto alla vendita di bong.

### Paesi Bassi
Nei Paesi Bassi, la cannabis e altre droghe "leggere" sono parzialmente depenalizzate in piccole quantità. Il governo olandese tratta il problema più come un problema di salute pubblica che come un problema criminale. Contrariamente a un'opinione diffusa, la cannabis è ancora illegale. I coffee-shop che vendono cannabis a persone di età pari o superiore a 18 anni sono tollerati in alcune città e pagano le tasse come qualsiasi altra attività, per le loro vendite di cannabis e hashish, sebbene la distribuzione sia un'area grigia in cui le autorità preferirebbero non entrare in quanto non è depenalizzata. Molti "coffee-shop" si trovano ad Amsterdam e si rivolgono principalmente al grande commercio turistico; il tasso di consumo locale è di gran lunga inferiore a quello degli Stati Uniti.

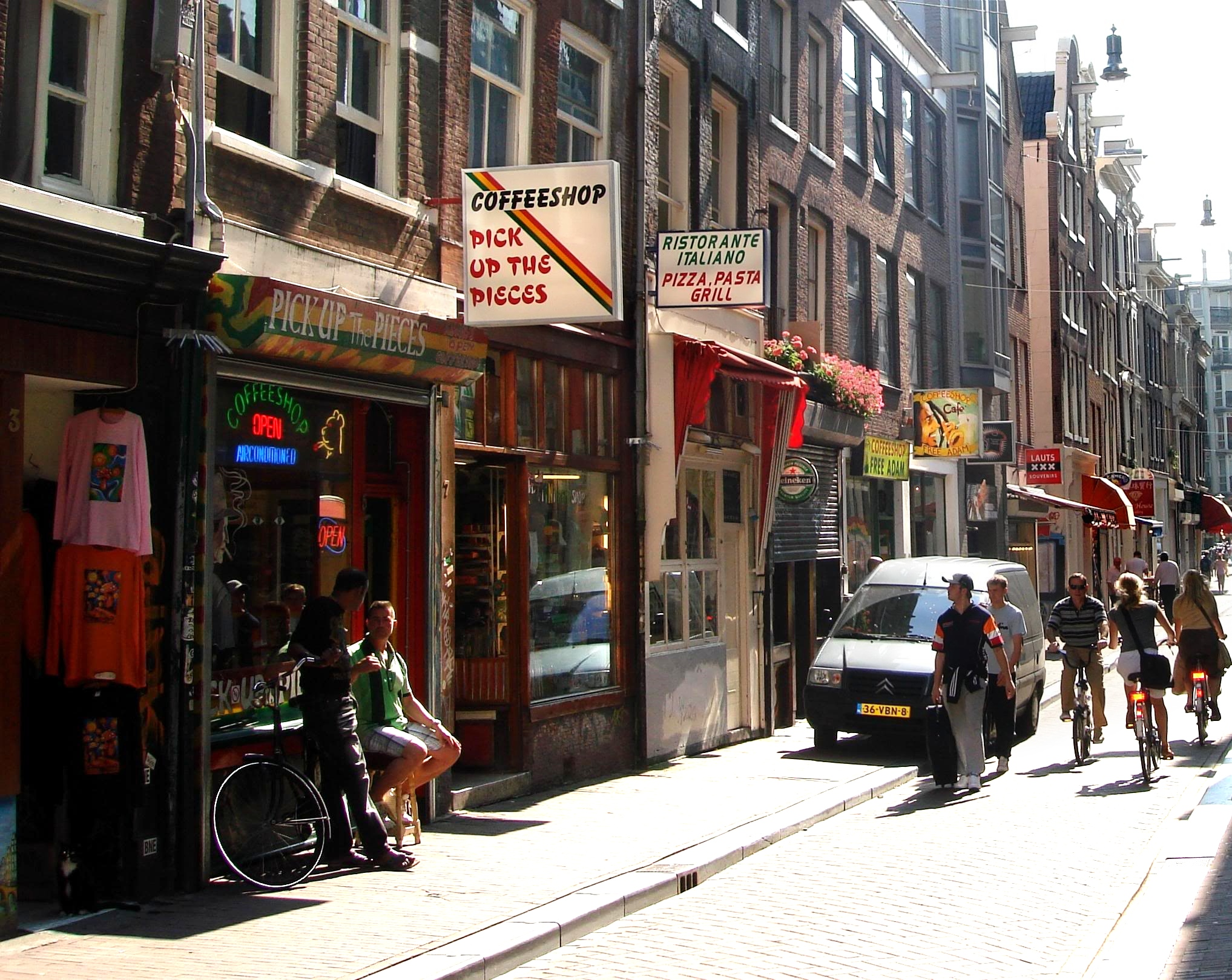
Coffee-shop di Amsterdam

Gli organi amministrativi responsabili dell'applicazione delle politiche sulla droga includono il Ministero della Salute, del Welfare e dello Sport, il Ministero della Giustizia, il Ministero dell'Interno e delle Relazioni del Regno e il Ministero delle Finanze. Le autorità locali adottano anche politiche locali, nel quadro nazionale.
Rispetto ad altri paesi, il consumo di droga olandese è basso, rispetto alla media europea, con un consumo regolare del 6% (21% almeno una volta nella vita) e notevolmente inferiore rispetto ai paesi anglosassoni guidati dagli Stati Uniti con un 8% di uso ricorrente (34% almeno una volta nella vita).

### Indonesia
L'Indonesia prevede anche la pena di morte per lo spaccio di droga e fino a 15 anni di reclusione per il consumo, e le pene vengono inflitte anche a stranieri. Cittadini australiani conosciuti come i "Nove di Bali" furono sorpresi a contrabbandare eroina. Due dei nove, Andrew Chan e Myuran Sukumaran, furono condannati a morte e giustiziati il 29 aprile 2015 insieme ad altri sei cittadini stranieri.
Alla Convenzione Unica sugli stupefacenti del 1961, l'Indonesia, insieme a India, Turchia, Pakistan e alcuni paesi sudamericani si erano opposti alla criminalizzazione delle droghe.

### Repubblica di Cina (Taiwan)
Taiwan prevede la pena di morte per il traffico di droga, mentre il fumo di tabacco e il consumo di vino sono classificati come droghe di intrattenimento legali. Il Dipartimento della Salute è responsabile del divieto di droga.

## Metodi di applicazione della legge
Poiché il possesso di droghe è definito un "crimine senza vittime" da alcuni analisti, in quanto può essere commesso nell'intimità della proprietà privata, l'applicazione delle leggi proibizioniste richiede metodi di applicazione della legge per ispezionare la proprietà privata. Nelle società con forti leggi sulla proprietà o sui diritti individuali, ciò può presentare un rischio di conflitti o violazioni dei diritti.
Uno dei metodi usati per combattere il traffico di droga è l'azione nei paesi produttori. Attraverso la cooperazione con governi come quelli di Colombia, Messico e Afghanistan, la coca (la pianta da cui è estratta la cocaina) e il papavero (la pianta dell'oppio e dell'eroina) vengono sradicati dagli Stati Uniti e da altri alleati come il Regno Unito, in modo che i raccolti non possano essere trasformati in narcotici. L'eradicazione può essere ottenuta mediante irrorazione aerea o eradicazione manuale. Tuttavia, l'eradicazione è solo temporanea poiché i campi di raccolta possono solitamente essere ripiantati dopo un certo periodo di tempo.

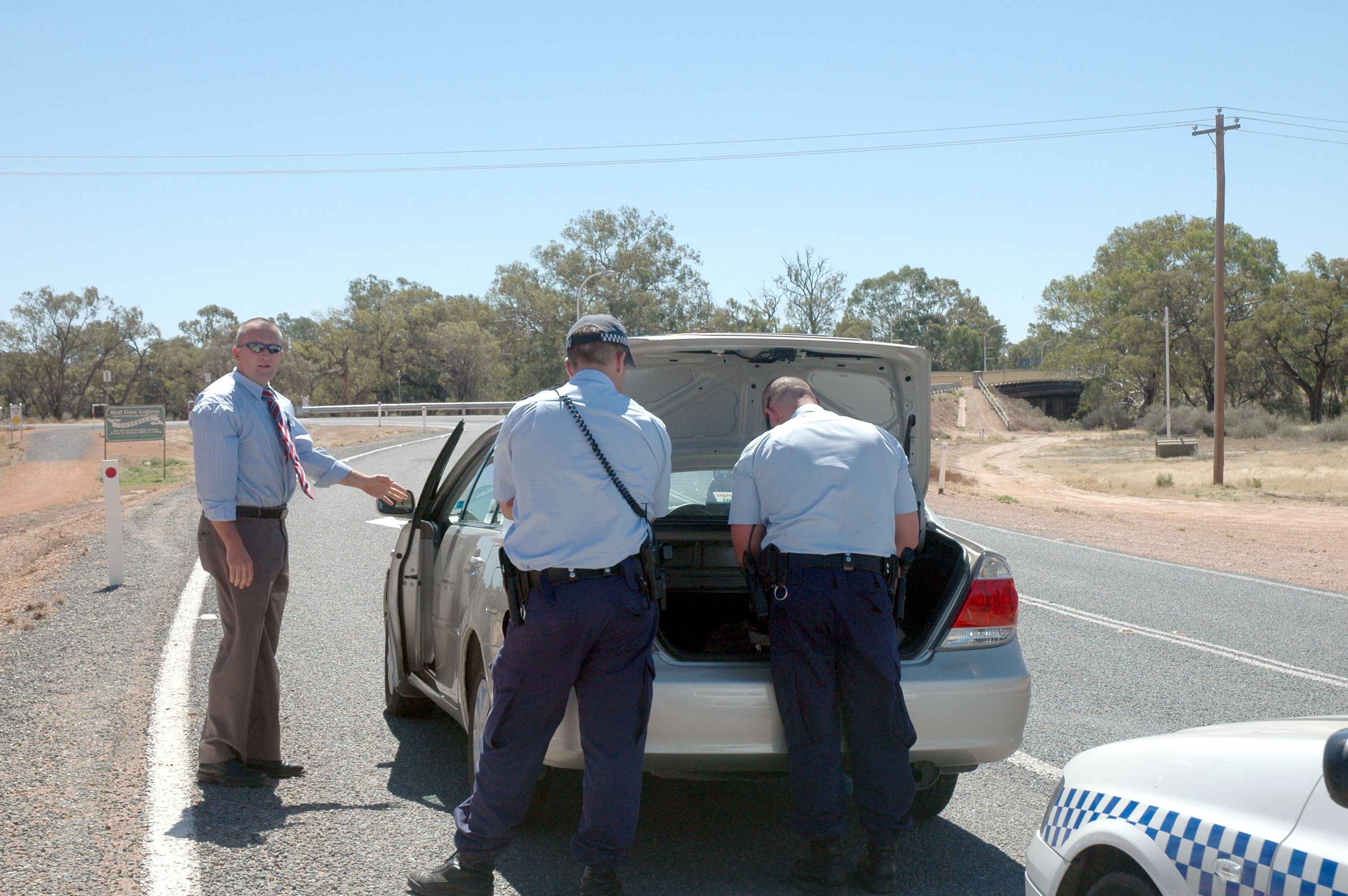
La polizia di Dareton perquisisce il veicolo di un sospetto contrabbandiere di droga a Wentworth, in Australia

Il governo del presidente colombiano Álvaro Uribe si espose a critiche per aver deciso l'irrorazione aerea di diserbanti sui campi di coca e papavero, ma ottenne riduzioni importanti di entrambi i raccolti secondo l'Ufficio delle Nazioni Unite contro il crimine e la droga. Nel 2003, oltre 1.300 chilometri quadrati di coca matura furono irrorati ed eliminati in Colombia, dove all'inizio dell'anno erano stati piantati circa 1.450 chilometri quadrati. Questo risultato strategico consentì una riduzione di produzione di oltre 500 tonnellate di cocaina, sufficienti a rifornire tutti i consumatori di cocaina negli Stati Uniti e in Europa per un anno. Inoltre, eliminò più di 100 milioni di dollari di guadagni illeciti in Colombia. Non fu però osservato alcun effetto sui prezzi o sulla disponibilità sul mercato della cocaina, e il numero effettivo di acri di coca piantati sembra essere in realtà aumentato, spostandosi in gran parte in aree più remote o nei paesi vicini. L'irrorazione aerea ha anche la conseguenza non intenzionale di distruggere i campi coltivati legittimamente.
L'interdizione viene effettuata principalmente dalle forze armate aeree e navali che pattugliano zone note di traffico. Dal Sud America agli Stati Uniti la maggior parte della droga attraversa il Mar dei Caraibi o il Pacifico orientale, di solito in barche veloci (go-fast) che trasportano carichi di droga e motori e poco altro. La droga è stata anche contrabbandata in sottomarini improvvisati. Nel 2015 un sottomarino con circa 5.000 kg di cocaina fu sequestrato dalla Guardia Costiera degli Stati Uniti al largo delle coste dell'America centrale. Questo costituì il più grande sequestro di droga negli Stati Uniti di sempre.

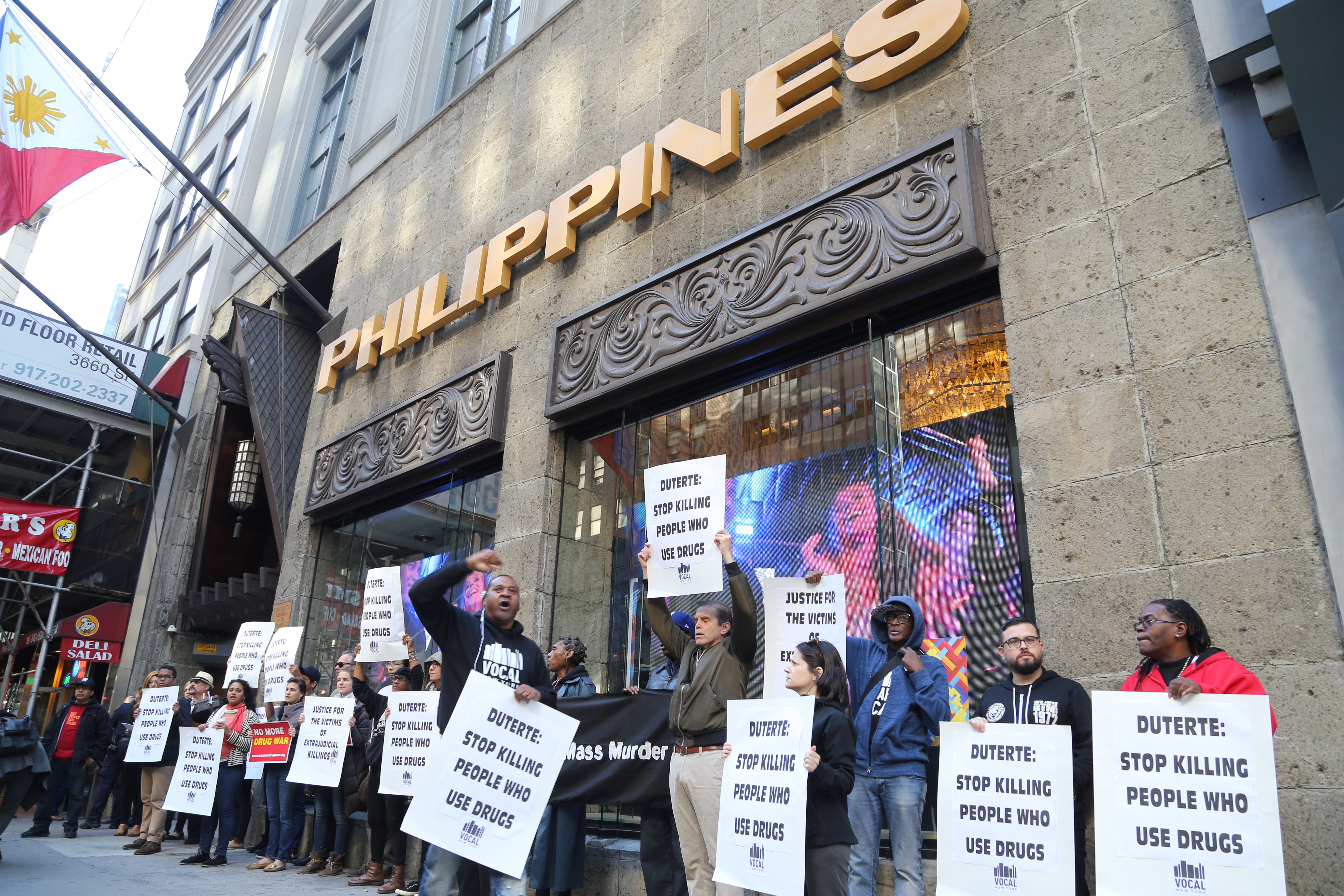
Protesta contro la guerra alla droga filippina. I manifestanti tengono in mano cartelli che esortano Rodrigo Duterte a smettere di uccidere i tossicodipendenti.

L'indagine sul traffico di droga inizia spesso con la registrazione di decessi insolitamente frequenti per overdose, monitorando i flussi finanziari di sospetti trafficanti o trovando elementi concreti durante l'ispezione per altri scopi. Ad esempio, una persona controllata per violazioni del codice stradale può avere droghe illecite nel proprio veicolo, portando così a un arresto o a un'indagine sulla provenienza delle sostanze. Il governo federale degli Stati Uniti ha istituito premi per lo smantellamento delle grandi organizzazioni di trafficanti di droga che introducono narcotici negli Stati Uniti e che la trasferiscono al loro interno, mentre le forze dell'ordine statali e locali si concentrano sullo smantellamento delle bande di spacciatori di strada.